# Cornelia Sirch
Cornelia Sirch (* 23. Oktober 1966 in Erfurt) ist eine ehemalige deutsche Schwimmerin, die für die DDR antrat. Sirch ist Opfer des staatlich verordneten Dopings im DDR-Leistungssport.

## Werdegang
Bei den Schwimmweltmeisterschaften 1982 und 1986 errang Sirch den Weltmeistertitel über 200 Meter Rücken, wobei sie sich 1982 in Guayaquil mit einem neuen Weltrekord den Titel sicherte. Die damalige Weltrekordzeit betrug 2:09:91 min. 1983, 1985 und 1987 wurde sie jeweils Europameisterin über ihre Paradestrecke. 1987 wurde sie zusätzlich auch Europameisterin über 200 Meter Lagen. Bei den Olympischen Spielen 1988 in Seoul erschwamm Sirch Bronzemedaillen über 100 Meter und 200 Meter Rücken sowie eine Goldmedaille über 4 × 100 m Lagen; in der Lagenstaffel kam sie jedoch nur im Vorlauf zum Einsatz. Nach den Spielen in Seoul beendete sie ihre Schwimmkarriere.
Danach war Sirch zunächst als Herrenmaßschneiderin, Leiterin einer Fahrschule und ab 1994 als Schwimmtrainerin im Nachwuchsbereich tätig. Seit 2004 ist sie bei der Stadtwerke Erfurt Bäder GmbH beschäftigt und leitet Anfänger- und Fortgeschrittenenschwimmkurse.
Sirch erhielt 1986 den Vaterländischen Verdienstorden in Gold und 1988 in Bronze.

### DDR-Doping
Sirch trainierte wie auch Birte Weigang und Torsten Karl bei Trainer Wolfgang Fricke beim SC Turbine Erfurt. Alle drei Sportler wurden im Rahmen des Staatsplanthemas 14.25 systematisch gedopt und trugen dabei gesundheitliche Probleme davon.